# Calcio ai XXVIII Giochi del Sud-est asiatico
Le gare di calcio ai XXVIII Giochi del Sud-est asiatico sono state disputate a Singapore tra il 29 maggio e il 15 giugno 2015.

## Podi
| Torneo          | Oro        | Argento  | Bronzo  |
| Torneo maschile | Thailandia | Birmania | Vietnam |

## Medagliere
| Posiz. | Nazione    | Oro | Argento | Bronzo | Totale |
| ------ | ---------- | --- | ------- | ------ | ------ |
| 1      | Thailandia | 1   | 0       | 0      | 1      |
| 2      | Birmania   | 0   | 1       | 0      | 1      |
| 3      | Vietnam    | 0   | 0       | 1      | 1      |
| Totale | Totale     | 1   | 1       | 1      | 3      |